# Amandus Acker
Amandus Acker (ur. 24 kwietnia 1848 w Weyersheim, zm. 30 marca 1923 w Knechtsteden) – alzacki działacz misyjny w Afryce, pionier i założyciel niemieckiej prowincji Spiritian.
Głównym dziełem życia Amandusa Ackera było przywrócenie do Niemiec spirytanów, redemptorystów i lazarystów. Zgromadzenia te w okresie kulturkampfu były zwalczane przez „bliskie pokrewieństwo z jezuitami”.

## Życiorys
Amandus Acker pochodził z rodziny ubogich rolników. W młodym wieku został sierota, a jego wychowaniem zajął się spokrewniony z nim lekarz. Nie pozwalał on chłopcu na pobieranie nauki przez wzgląd na jego wadę wymowy. Dzięki wsparciu starszej siostry młody Amandus mógł jednak w 1867wstąpić do Towarzystwa Misyjnego Ducha Świętego pod Opieką Niepokalanego Serca Maryi (w skrócie Spirytanie - CSSp). Osiem lat później otrzymał święcenia kapłańskie. 
W latach 1875–1894 działał jako misjonarz w Zanzibarze, po czym wrócił do Niemiec, gdzie z powodzeniem doprowadził do uchylenia rozporządzenia dotyczącego wydalenia niektórych zakonów. 
W 1895 założył dom misyjny w Knechtsteden, gdzie na cześć jego dokonań w 1931 roku założono w kościele klasztornym dzwon nazwany jego imieniem.
Acker był przedstawicielem chrześcijańskiego stanowiska wobec pracy przymusowej w koloniach. Wzywał bowiem do zniesienia niewolnictwa, a także utworzenia szkół i szpitali dla mieszkańców. W trakcie trwania I wojny światowej zabiegał o pomoc dla prześladowanych w Turcji Ormian.
Pod koniec życia był sparaliżowany w wyniku udaru, a także niedowidział. Amandus Acker zmarł w Wielki Piątek w 1923 w wieku 75 lat.